# Backcountry
 (juillet 2022).
La mise en forme du texte ne suit pas les recommandations de Wikipédia : il faut le « wikifier ».
Les points d'amélioration suivants sont les cas les plus fréquents. Le détail des points à revoir est peut-être précisé sur la page de discussion.
- Les titres sont pré-formatés par le logiciel. Ils ne sont ni en capitales, ni en gras.
- Le texte ne doit pas être écrit en capitales (les noms de famille non plus), ni en gras, ni en italique, ni en « petit »…
- Le gras n'est utilisé que pour surligner le titre de l'article dans l'introduction, une seule fois.
- L'italique est rarement utilisé : mots en langue étrangère, titres d'œuvres, noms de bateaux, etc.
- Les citations ne sont pas en italique mais en corps de texte normal. Elles sont entourées par des guillemets français : « et ».
- Les listes à puces sont à éviter, des paragraphes rédigés étant largement préférés. Les tableaux sont à réserver à la présentation de données structurées (résultats, etc.).
- Les appels de note de bas de page (petits chiffres en exposant, introduits par l'outil «  Source ») sont à placer entre la fin de phrase et le point final[comme ça].
- Les liens internes (vers d'autres articles de Wikipédia) sont à choisir avec parcimonie. Créez des liens vers des articles approfondissant le sujet. Les termes génériques sans rapport avec le sujet sont à éviter, ainsi que les répétitions de liens vers un même terme.
- Les liens externes sont à placer uniquement dans une section « Liens externes », à la fin de l'article. Ces liens sont à choisir avec parcimonie suivant les règles définies. Si un lien sert de source à l'article, son insertion dans le texte est à faire par les notes de bas de page.
- La présentation des références doit suivre les conventions bibliographiques. Il est recommandé d'utiliser les modèles {{Ouvrage}}, {{Chapitre}}, {{Article}}, {{Lien web}} et/ou {{Bibliographie}}. Le mode d'édition visuel peut mettre en forme automatiquement les références.
- Insérer une infobox (cadre d'informations à droite) n'est pas obligatoire pour parachever la mise en page.

Pour une aide détaillée, merci de consulter Aide:Wikification.
Si vous pensez que ces points ont été résolus, vous pouvez retirer ce bandeau et améliorer la mise en forme d'un autre article.
Pour plus de détails, voir Fiche technique et Distribution.
Backcountry est un film d'horreur canadien. Il a été écrit et réalisé par Adam MacDonald. Ce film est librement basé sur l'histoire vraie d'un ours noir mangeur d'hommes affamé qui a attaqué Mark Jordan et Jacqueline Perry, dans l'arrière-pays du parc provincial du lac Missinaibi, au nord de Chapleau, en Ontario, en 2005, événements pour lesquels Mark a ensuite reçu l'étoile du courage des mains de la gouverneure générale de l'époque, Michaëlle Jean.
Le film a été présenté en première au Festival international du film de Toronto 2014 et a reçu des critiques généralement positives de la part des critiques à sa sortie,.

## Synopsis
Un couple va faire du camping dans une région sauvage du Canada. Alex est un campeur expérimenté tandis que Jenn, pas du tout. Après beaucoup d'efforts, il arrive à la convaincre de l'amener dans l'un de ces endroits préférés : le Black Foot Trail. 
Au bout de quelques jours, ils se retrouvent perdus, sans carte ni téléphone portable et au menu d'un ours affamé. S'amorce alors une course effrénée pour la survie.

## Fiche technique
- Titre : Backcountry
- Réalisation et scénario : Adam MacDonald
- Dates de sortie : 
  - Canada : 8 septembre 2014 (Festival international du film de Toronto)

## Distribution
- Missy Peregrym dans le rôle Jen
- Jeff Roop dans le rôle de Alex
- Eric Balfour dans le rôle de Brad
- Nicholas Campbell dans le rôle du Ranger
- Chester et Charlie dans le rôle de l'ours[6]

## Production
La production a eu lieu d'octobre à novembre 2013. Le film a été tourné à Powassan en Ontario et à Caddy Lake en Alberta. Il a été financé par Téléfilm Canada et le Fonds du patrimoine du Nord de l'Ontario .

## Sortie
Le film a été présenté en première au Festival international du film de Toronto le 8 septembre 2014.